# Veritas (journal)
Pour les articles homonymes, voir Veritas.
Veritas est le titre d’un journal catholique clandestin publié et diffusé par les abbés Portier et Vallée, tous deux proches du groupe Nord du Mouvement de libération nationale en zone occupée, ou Combat Zone Nord.
L’abbé Armand Vallée, qui connait bien Robert Guédon, est un familier des cercles démocrates-chrétiens tenus rue de Verneuil chez André Noël et des réunions organisées chez Denise Lauvergnat par Jane Sivadon.
Imprimé sur les presses de l'évêché, le journal vise à mettre le public conservateur de tradition catholique en garde contre le vrai visage de l’hitlérisme. Il cite les encycliques, celui de Pie XI contre le nazisme et le racisme, celui de Pie XII contre le totalitarisme, ainsi que la lettre de Clemens August von Galen lue en chaire dans toutes les églises du diocèse de Münster pour dénoncer le massacre des enfants handicapés et des malades mentaux.

## Sources
- Archives nationales.
- Bibliothèque Nationale.
- Musée de la Résistance et de la Déportation de Besançon.
- BDIC (Nanterre).